# Leptopyrgota minuta
Leptopyrgota minuta är en tvåvingeart som beskrevs av Willi Hennig 1937. Leptopyrgota minuta ingår i släktet Leptopyrgota och familjen Pyrgotidae. Inga underarter finns listade i Catalogue of Life.